# Alessandro Anzani
Pour les articles homonymes, voir Anzani.
 (mai 2021).
Alessandro Anzani, né le 5 ou le 8 décembre 1877 à Gorla Primo (Italie) et mort le 23 juillet 1956 à Merville-Franceville (Calvados) est un coureur cycliste, pilote motocycliste italien du début de XXe siècle et un ingénieur motoriste et mécanicien, qui fonda sa propre société de fabrication de moteurs.

## Biographie

### Coureur cycliste et pilote moto

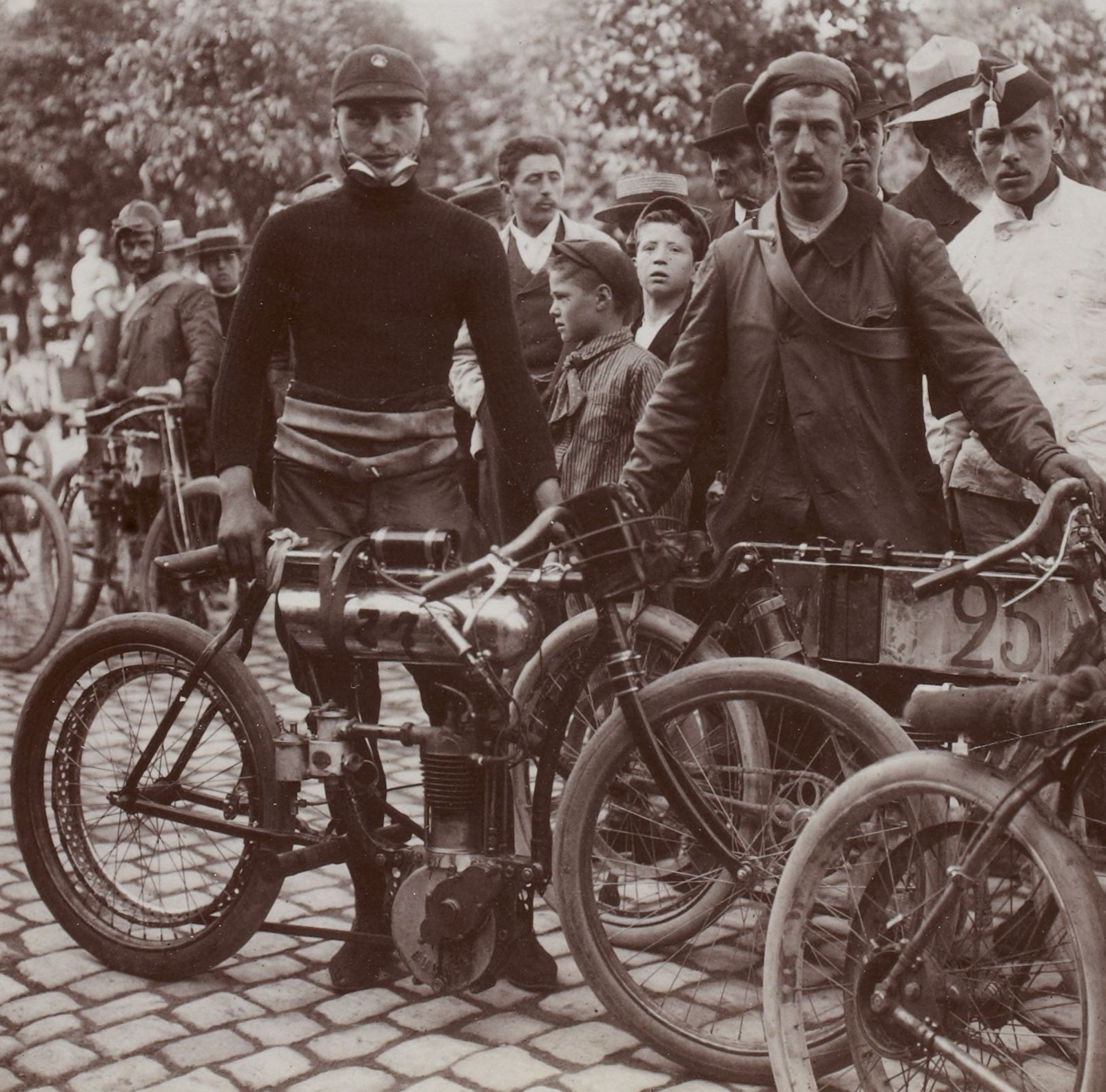
Alessandro Anzani (sur Alcyon au Circuit des Ardennes 1904).

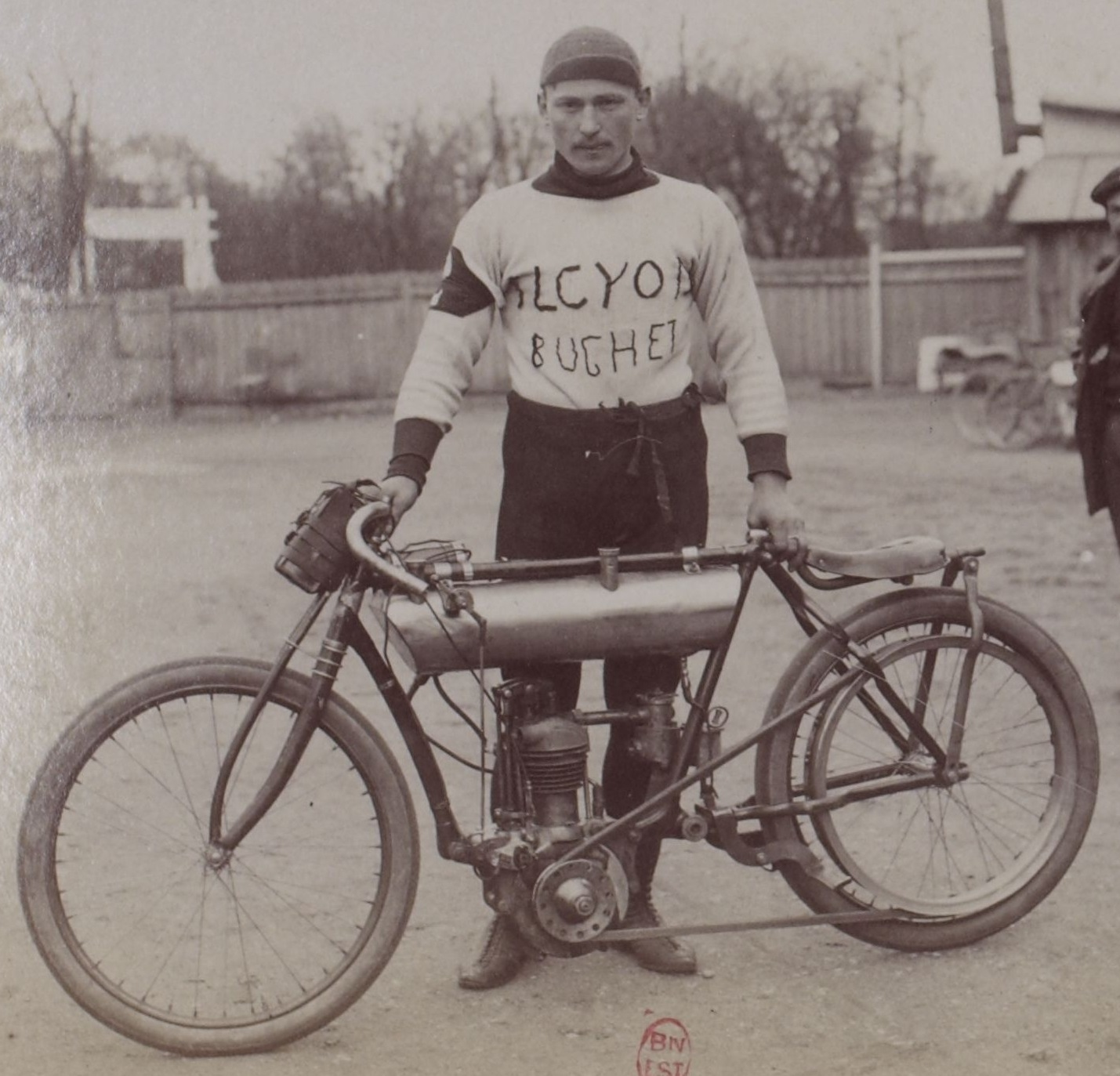
Alessandro Anzani (sur Alcyon I), vainqueur en 1905 de la coupe Hydra.

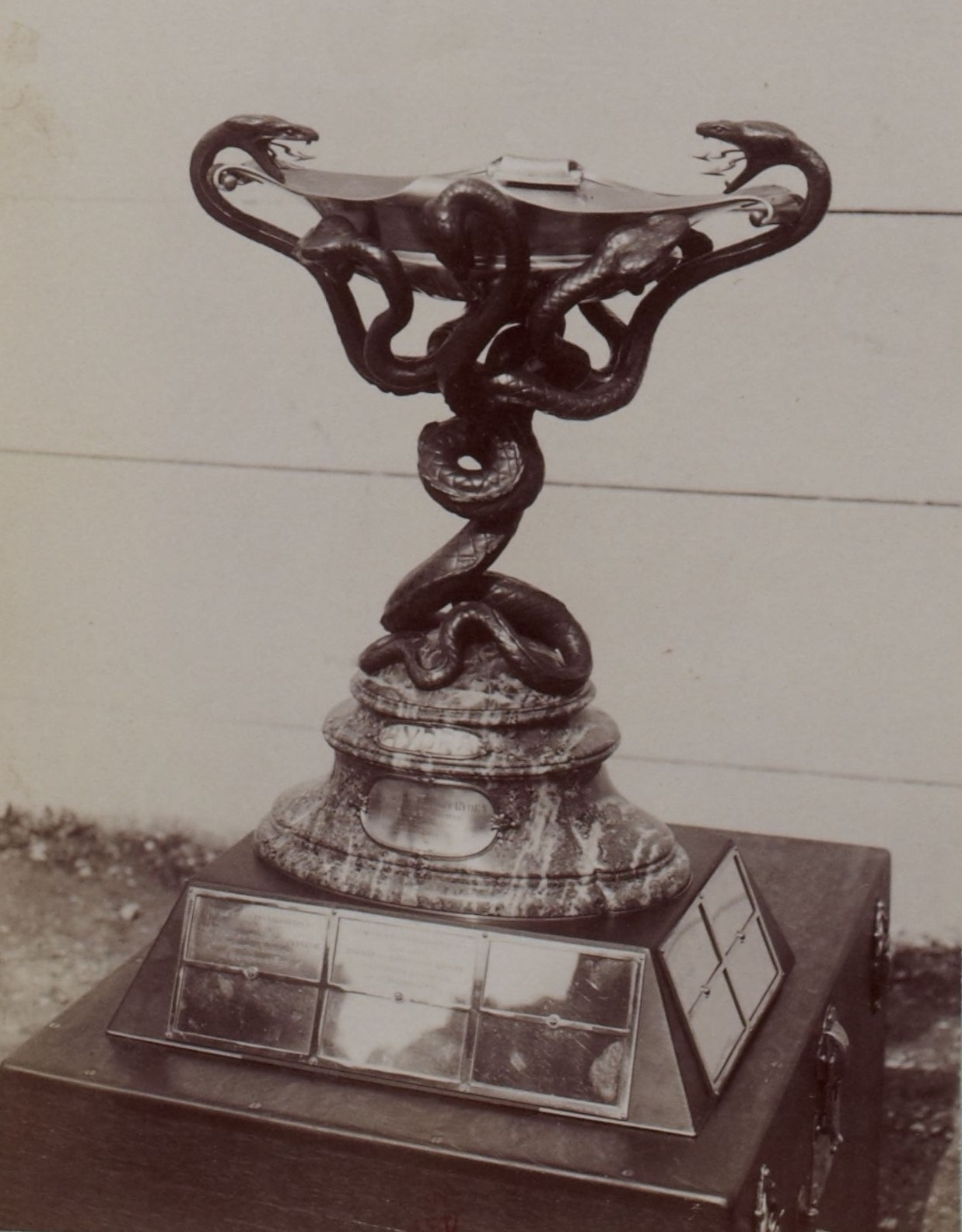
La Coupe Hydra, challenge international pour motocyclettes du tiers de litre (remise par la société électrique Hydra).

Fils d'un réparateur de machines à coudre, Alessandro Anzani arrive en France entre 1900 et 1903. Il fut d'abord coureur cycliste puis pilote de motos sur Hurtu dès 1903. Il est deuxième au Championnat du monde au Parc des Princes en 1903.
Il passe chez Alcyon (engagé par la maison-mère Gentil comme pilote essayeur). Champion du monde de moto en 1905, il atteint rapidement la notoriété et la fortune. Il pilotera des motos à moteur tricylindre en éventail (moteurs Buchet), breveté Joseph-Ambroise Farcot, qui deviendra directeur de la firme Buchet.
En septembre 1906, il participe aux essais de l'aéromotocyclette d'Ernest Archdeacon, sur laquelle il établit un record de vitesse à 79,9 km/h à Achères (commune où se trouvait une route, absolument droite sur plusieurs kilomètres, dédiée aux records de vitesse automobiles du début du siècle).

### Moteurs Anzani

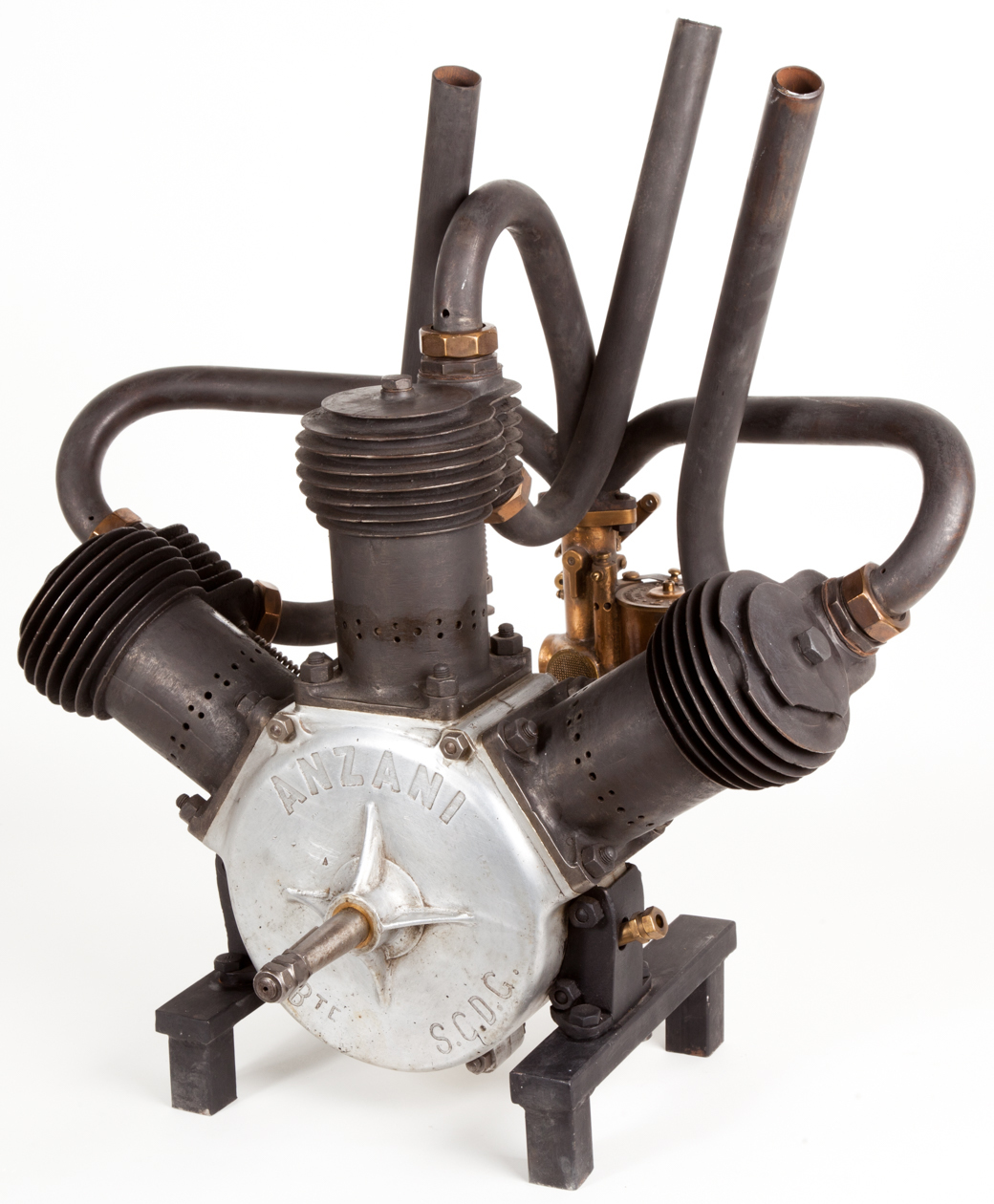
Moteur d'avion tricylindre par Alessandro Anzani de 35 HP. Museo nazionale della scienza e della tecnologia Leonardo da Vinci, Milan.

Il passe brièvement chez Werner. Il crée, en 1906, sa propre société de fabrication de moteurs à Asnières : il construit d'abord des moteurs de motocyclettes, puis des moteurs d'avions en Y, tricylindres en éventail et finalement en étoile. Il produit, dès 1907, des mono- et bicylindres pour motocyclettes, qu'il fait fabriquer à l'été 1907.
En 1908, il sort plusieurs nouveaux moteurs de motos : bicylindre à plat, tricylindre en éventail (le portant à 6,4 l de cylindrée). Il fournit des moteurs de ce type pour l'aviation aux frères Caudron et à Louis Blériot, qui l'utilise pour faire son premier vol le 31 octobre 1908 de Toury (Eure-et-Loir) à Artenay (Loiret), puis pour traverser la Manche le 25 juillet 1909, Blériot suivant ainsi les conseils de Saulnier pour choisir sa motorisation. Anzani tirera sa renommée de cette dernière performance, mais malgré cela, son usine conservera son côté artisanal.
Alessandro Anzani dispose trois cylindres dans un même plan perpendiculaire à l'arbre — copie du tricylindre Farcot —, les trois bielles attaquant un même maneton emmanché par ses extrémités dans deux volants montés sur l'arbre, celui-ci coupé entre les volants. Les cylindres sont placés en éventail à 60° les uns des autres, d'où des explosions inégalement espacées : on disait que le moteur galopait. Les ailettes placées dans le courant d'air refoulé par l'hélice refroidissaient — imparfaitement — le moteur situé immédiatement derrière elles. Anzani annonçait pour son moteur une puissance de 30 ch à 1 600 tr/min, mais le moteur chauffant rapidement à ce régime, Blériot ne lui demanda que 25 ch à 1 350 tr/min, ce qui devait lui assurer la demi-heure d'autonomie nécessaire à la traversée de la Manche.
Jusqu'à la Première Guerre mondiale, la production se diversifie, avec toute une gamme de moteurs en V et en étoile, allant jusqu'à vingt cylindres. Alors qu'en 1909 Anzani vendait autant de moteurs que Gnome, la proportion atteint 10 contre un en faveur de Gnome en 1911 puis 21 contre un face à la même firme en 1913.
En 1923, Alessandro Anzani vend la société à Henry Potez. Par la suite, les ateliers de Courbevoie seront vendus en 1949 à Air France, qui en fait le Centre de Révision de Courbevoie. 

### British Anzani Engine Company
Il crée, en 1911, une filiale en Angleterre, la British Anzani Engine Company, qui existe toujours. Cette filiale équipera les Caudron G3 anglais pendant la guerre. Il fabrique des moteurs à cinq et dix cylindres (double étoile de 12,1 l de cylindrée). De très belles motocyclettes seront motorisées par British Anzani durant cette période (moteurs bi- et tricylindres} : entre autres, la Montgomery (en) 1000 V2 de 1924 (moteur culbuté à huile perdue à quatre soupapes par cylindre). Sur l'une d'elles, Richard Temple atteignit la vitesse de 183 km/h, en 1923.
Durant la Première Guerre mondiale, la firme Anzani trouve un moyen de subsister au travers de la sous-traitance. Après la guerre, Anzani retourna à ses premières amours, celles des motocyclettes.
En 1923, Claude Temple obtient un record du monde de vitesse moto sur le circuit de Brooklands grâce à sa filière British Anzani (174,580 km/h le 6 novembre, avec un 996 cm3 V2, le record étant battu le 27 avril 1924). En 1926, un moteur Anzani monté sur une Eldridge permet à Douglas Hawkes de se classer 14e aux 500 milles d'Indianapolis.

### Mort

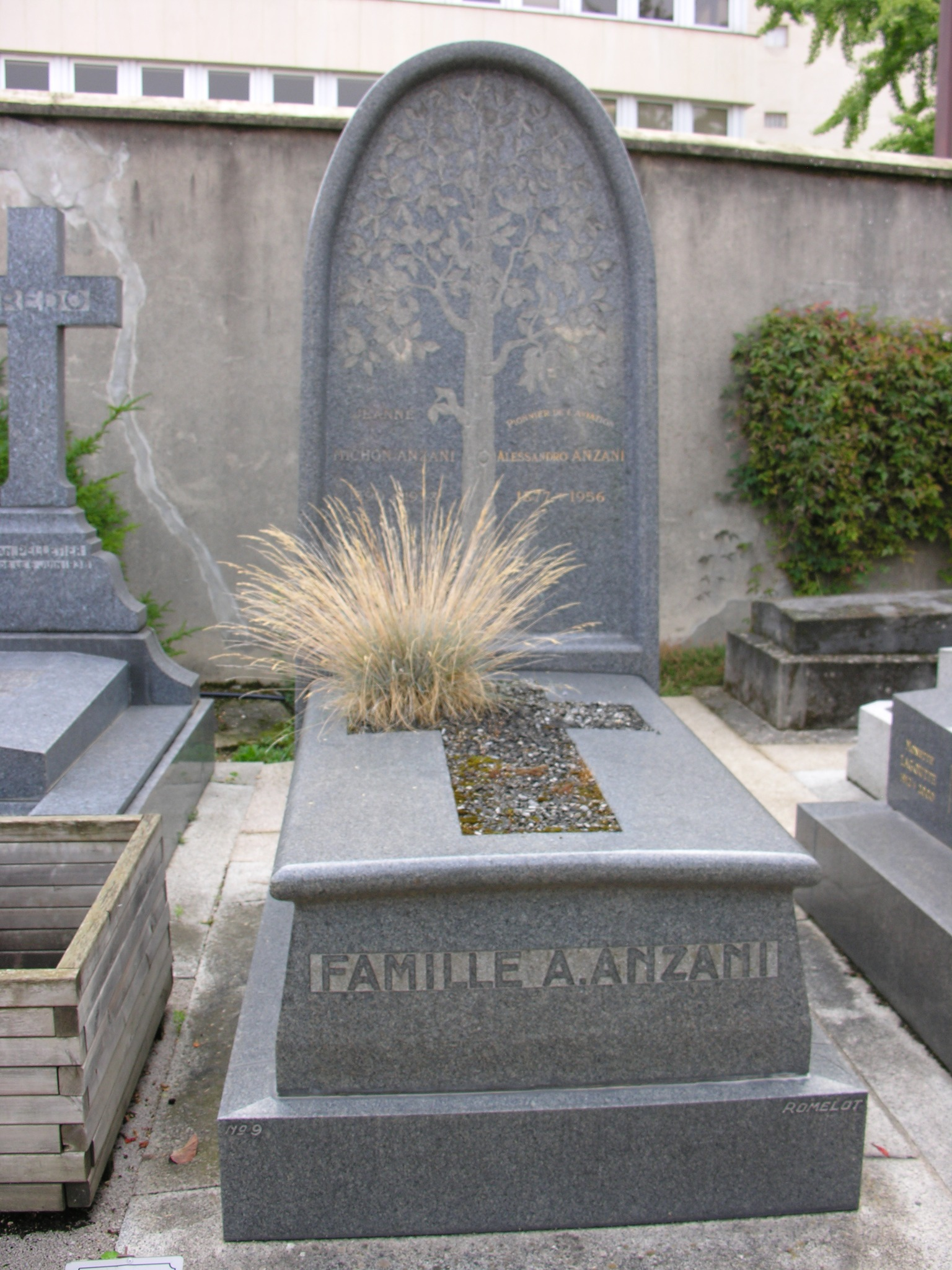
Sépulture à Neuilly.

Alessandro Anzani meurt à Merville-Franceville-Plage (Calvados) le 23 juillet 1956, âgé de 78 ans, et est inhumé au cimetière ancien de Neuilly.

## Moteurs
Moteurs d'avion :
- 3 cyclindres, 105 × 130, 30 ch ;
- en Y, 105 × 130, 30 ch ;
- 6 cylindres, 90 × 120, 45 ch ;
- 6 cylindres, 105 × 120, 60 ch ;
- 10 cylindres, 90 × 130, 80 ch ;
- 10 cylindres, 105 × 110, 100 ch ;
- 14 cylindres, 100 ch.

## Publications
- Alessandro Anzani, Catalogue Anzani 1911, Paris (lire en ligne)
- Alessandro Anzani, Catalogue Anzani 1912, Paris (lire en ligne)